# Station Vöhrum
Station Vöhrum (Haltepunkt Vöhrum) is een spoorwegstation in de Duitse plaats Vöhrum, in de deelstaat Nedersaksen. Het station ligt aan de spoorlijn Hannover - Braunschweig.

## Indeling
Het station beschikt over twee zijperrons, die niet zijn overkapt, maar voorzien van abri's. De perrons zijn onderling met elkaar verbonden via een overweg in de straat Zum Eichholz. Het station beschikt over een parkeerterrein, een fietsenstalling en een bushalte.

## Verbindingen
De volgende treinseries doen het station Vöhrum aan:
| Serie | Treinsoort                       | Route | Bijzonderheden                      |
| ----- | -------------------------------- | --- | ----------------------------------- |
| RE 60 | Regional-Express (Westfalenbahn) | Rheine – Osnabrück Hbf – Bünde (Westf) – Löhne (Westf) – Bad Oeynhausen – Minden (Westf) – Hannover Hbf – Lehrte – Vöhrum – Braunschweig Hbf | Ems-Leine-Express 1x per twee uur   |
| RE 70 | Regional-Express (Westfalenbahn) | Bielefeld Hbf – Herford – Löhne (Westf) – Bad Oeynhausen – Minden (Westf) – Hannover Hbf – Lehrte – Vöhrum – Braunschweig Hbf                | Weser-Leine-Express 1x per twee uur |

Hannover Hbf ·
Hannover-Kleefeld ·
Hannover Karl-Wiechert-Allee · 
Hannover-Anderten-Misburg ·
Ahlten (Han) ·
Lehrte ·
Hämelerwald ·
Vöhrum ·
Peine ·
Woltorf ·
Sierße ·
Vechelde ·
Groß Gleidingen ·
Broitzem ·
Braunschweig Hauptbahnhof